# Thamnotettix homeyeri
Thamnotettix homeyeri är en insektsart som beskrevs av Carl Ludwig Kirschbaum 1868. Thamnotettix homeyeri ingår i släktet Thamnotettix och familjen dvärgstritar. Inga underarter finns listade i Catalogue of Life.